# Takahashi Shunta
Takahashi Shunta (高橋駿太 Takahashi Shunta, sinh ngày 9 tháng 2 năm 1989 ở Imizu, Toyama) là một cầu thủ bóng đá người Nhật Bản thi đấu cho Thespakusatsu Gunma.

## Thống kê câu lạc bộ
Cập nhật đến ngày 23 tháng 2 năm 2018.
| Thành tích câu lạc bộ | Thành tích câu lạc bộ | Thành tích câu lạc bộ | Giải vô địch | Giải vô địch | Cúp                   | Cúp                   | Tổng cộng | Tổng cộng |
| Mùa giải              | Câu lạc bộ            | Giải vô địch          | Số trận      | Bàn thắng    | Số trận               | Bàn thắng             | Số trận   | Bàn thắng |
| Nhật Bản              | Nhật Bản              | Nhật Bản              | Giải vô địch | Giải vô địch | Cúp Hoàng đế Nhật Bản | Cúp Hoàng đế Nhật Bản | Tổng cộng | Tổng cộng |
| --------------------- | --------------------- | --------------------- | ------------ | ------------ | --------------------- | --------------------- | --------- | --------- |
| 2007                  | Montedio Yamagata     | J2 League             | 0            | 0            | 0                     | 0                     | 0         | 0         |
| 2008                  | Montedio Yamagata     | J2 League             | 0            | 0            | 0                     | 0                     | 0         | 0         |
| 2009                  | Tochigi Uva FC        | JRL                   | 14           | 7            | –                     | –                     | 14        | 7         |
| 2010                  | Tochigi Uva FC        | JFL                   | 33           | 13           | 1                     | 0                     | 34        | 13        |
| 2011                  | FC Ryūkyū             | JFL                   | 33           | 14           | 1                     | 0                     | 34        | 14        |
| 2012                  | FC Ryūkyū             | JFL                   | 28           | 20           | 1                     | 0                     | 29        | 20        |
| 2013                  | FC Ryūkyū             | JFL                   | 34           | 13           | 2                     | 0                     | 36        | 13        |
| 2014                  | Nagano Parceiro       | J3 League             | 22           | 3            | 2                     | 0                     | 24        | 3         |
| 2015                  | Nagano Parceiro       | J3 League             | 23           | 3            | 2                     | 0                     | 25        | 3         |
| 2016                  | Thespakusatsu Gunma   | J2 League             | 42           | 11           | 1                     | 0                     | 43        | 11        |
| 2017                  | Thespakusatsu Gunma   | J2 League             | 36           | 1            | 1                     | 0                     | 37        | 1         |
| Tổng cộng sự nghiệp   | Tổng cộng sự nghiệp   | Tổng cộng sự nghiệp   | 265          | 85           | 11                    | 0                     | 282       | 85        |